# Zjizvená tvář (film, 1983)
Zjizvená tvář (v anglickém originále Scarface) je americký film režiséra Briana De Palmy z roku 1983 podle scénáře Olivera Stonea. Jedná se o remake stejnojmenného snímku z roku 1932. V hlavní roli se představil Al Pacino, manželku (anti)hrdiny si zahrála Michelle Pfeifferová. Hudbu složil Giorgio Moroder.

## Děj
Film je zasazen do Miami roku 1980 (většina filmu byla však točena v Los Angeles, protože si vedení Miami nepřálo, aby film ukázal jejich město ve špatném světle). Al Pacino zde ztvárňuje svérázného drogového dealera Tonyho Montanu. Montana přijede z Kuby do Miami a chce se hned dostat na vrchol, ze kterého na konci filmu spadne – ztratí ženu, sestru a zabije svého nejlepšího přítele. Sám Montana pak umírá rozstřílen tisícem kulek na balkoně svého sídla.